# Duguetia amplexifolia
Duguetia amplexifolia är en kirimojaväxtart som beskrevs av Robert Elias Fries. Duguetia amplexifolia ingår i släktet Duguetia och familjen kirimojaväxter. Inga underarter finns listade i Catalogue of Life.